# 梅日戈里
49°50′34″N 25°17′6″E / 49.84278°N 25.28500°E
梅日戈里（烏克蘭語：Межигори），是烏克蘭西部的村莊，隸屬利維夫州的佐洛奇夫區。該村始建於800年，面積0.5平方公里，海拔高度367米，2001年該村落人口182。